# Polícia Militar do Estado de Sergipe
A Polícia Militar de Sergipe (PMSE) tem por função primordial o policiamento ostensivo e a preservação da ordem pública no Estado de Sergipe. Ela é Força Auxiliar e Reserva do Exército Brasileiro, e integra o Sistema de Segurança Pública e Defesa Social do Brasil.
Seus integrantes são denominados Militares dos Estados, assim como os membros do Corpo de Bombeiros Militar do Estado de Sergipe.

## Surgimento das Polícias Militars
O surgimento das policias militares brasileiras deu-se em Minas Gerais, onde já havia uma estrutura de força militar com funções semelhantes às de policiamento e controle social desde o período colonial. Em 1775, uma reorganização militar na capitania, com a criação do Regimento Regular de Cavalaria de Minas (RRCM), que é a célula mater da Polícia Militar de Minas Gerais (PMMG), resultou na substituição dos antigos terços por corpos auxiliares organizados em regimentos. Esse novo corpo atuava em atividades internas como patrulhamento e repressão, sendo empregado principalmente na proteção do escoamento do ouro pelas estradas reais até o litoral brasileiro e na preservação da ordem pública na capitania de Minas Gerais. Assim, marcando essa organização militar como uma das mais antigas expressões de força policial estruturada no Brasil, anterior ainda à criação da Guarda Real de Polícia no Rio de Janeiro em 1809. Portanto, a Polícia Militar de Minas Gerais é a polícia militar mais antiga do Brasil. A legislação imperial registra, ainda, a criação de outros corpos policiais nas províncias, como em 1818 no Pará, em 1820 no Maranhão, em 1825 na Bahia e em Pernambuco, e em 1834 no Espírito Santo.

## História da PMSE
A PMSE foi criada em 1835 com a denominação de Corpo Policial da Província. O efetivo inicial era duzentos integrantes; sendo oito de policiamento montado.
Historicamente a Corporação seguiu o mesmo percurso das demais Polícias Militares. Em 1917 passou a Força Auxiliar do Exército. E em 1920 foi reestruturada como um Batalhão Policial, com uma Seção de Bombeiros.
A partir de 1946 passou a desenvolver a configuração atual, constituindo progressivamente as atuais modalidades de policiamento.

## O Brasão da PMSE
Descrição heráldica

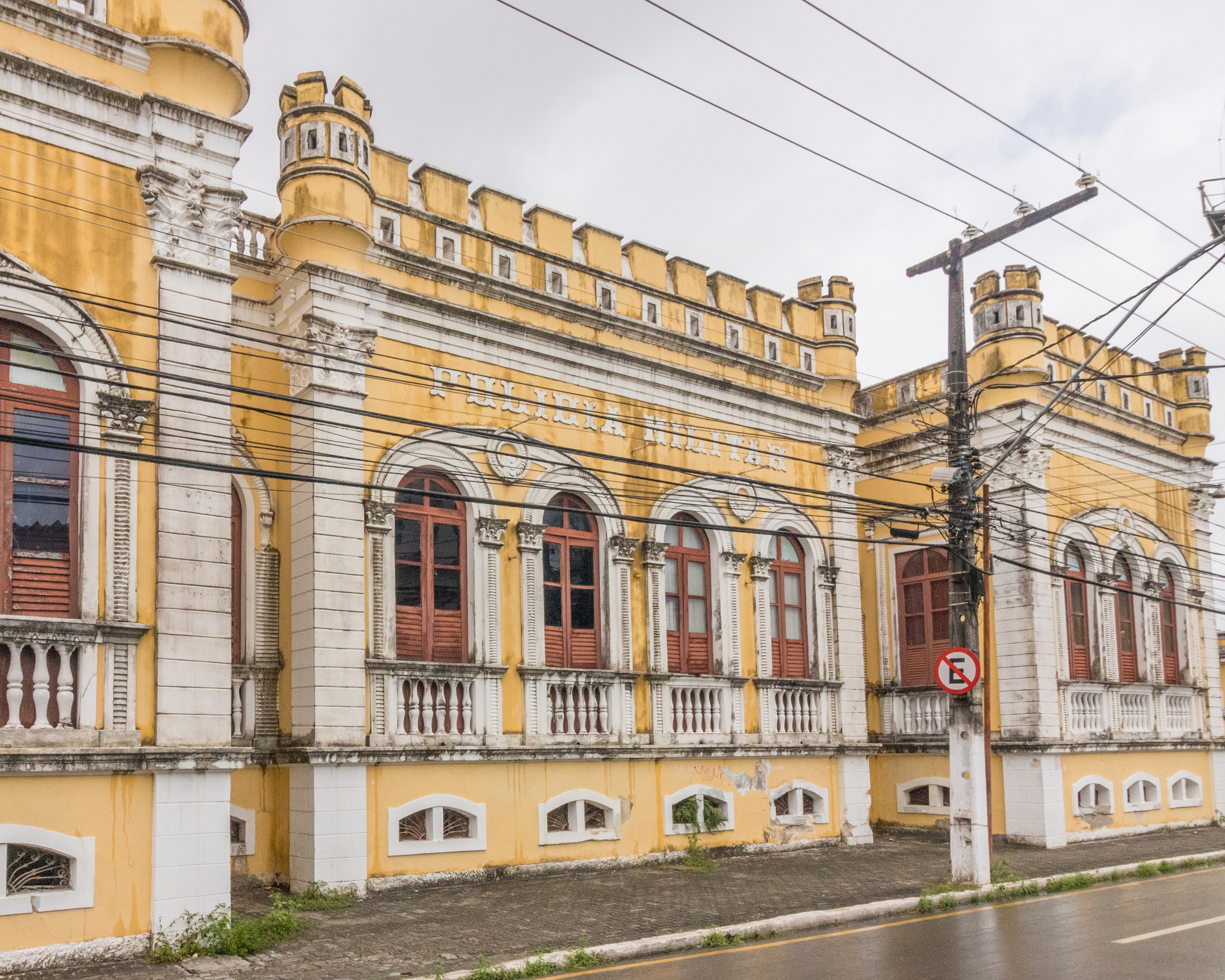
Quartel Central da Polícia Militar do Estado de Sergipe em Aracaju.

Escudo inglês, palado, estilizado, tendo como ornato exterior uma coroa em ouro, representando o Império do Brasil. Partição esquartelada, com subpartições cujas cores representam a Bandeira do Estado de Sergipe. Encimando o ângulo do meio do Chefe, encontram-se peças representativas da sigla da Polícia Militar do Estado de Sergipe (PMSE). No ângulo sinistro da ponta encontram-se figuras astronômicas representadas por cinco estrelas de cor branca, evocando a foz dos principais rios de Sergipe. No ângulo destro da ponta encontram-se as peças representativas da data de criação da Corporação (28.02.1835). Em abismo encontra-se uma peça móvel de branco com forma de contorno, representando o território do Estado de Sergipe. Sobre esta peça estão dispostas duas figuras artificiais sobrepostas: uma representando as Armas do Estado - um balão contendo a palavra PORVIR em fundo azul, evocando o futuro, outra em amarelo caracterizando o símbolo básico das Polícias Militares - duas pistolas cruzadas.

## Estrutura Operacional

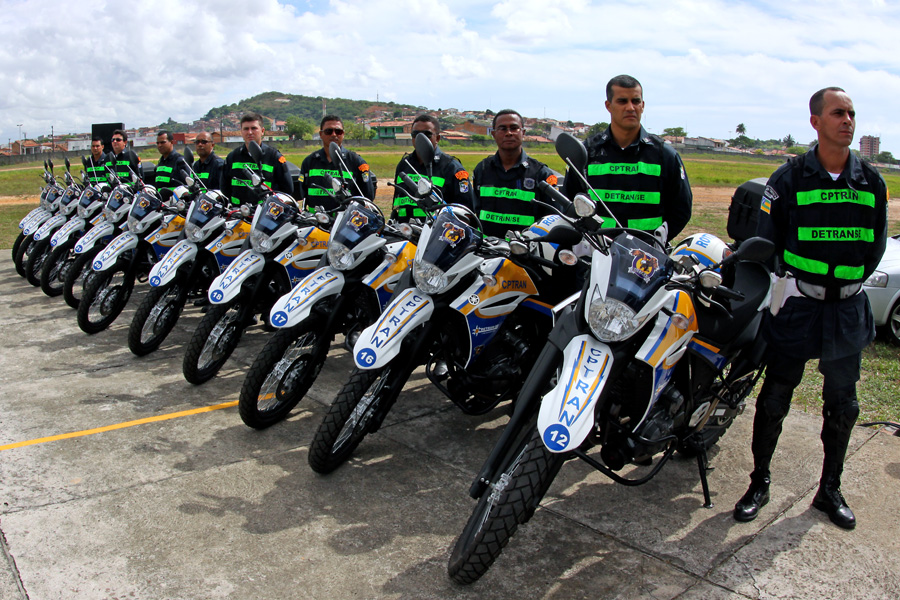
Policiamento de trânsito da PMSE.

### Policiamento da Capital (CPMC)
- 1º Batalhão de Polícia Militar (1°bpm)
- 5º Batalhão de Polícia Militar (5°bpm)
- 8º Batalhão de Polícia Militar (8°bpm)
- Batalhão de Polícia de Radiopatrulha (BPRp)
- Batalhão de Polícia de Choque (BP Choque)
- Batalhão de Polícia de Guardas (BPGd)
  - Companhia de Polícia Fazendária Batalhão Especial de Segurança Patrimonial (BESP)
- Comando de Operações Especiais (COE)
- Companhia de Polícia de Trânsito
- 1a Companhia de Polícia Independente (1a CIPM) - São Cristóvão/SE
- 2a Companhia de Polícia Independente (2a CIPM) - Barra dos Coqueiros/SE
- 3a Companhia de Polícia Independente (3a CIPM) - Laranjeiras/SE

6a Companhia de Polícia Independente (6a CIPM) - Aracaju/SE
- - Esquadrão de Polícia Montada
  - Pelotão de Polícia Ambiental
  - Grupamento Tático Aéreo (GTA)
  - Grupamento Especial Tático de Motos (GETAM)

### Policiamento do Interior
- 2º Batalhão de Polícia Militar - Propriá
- 3º Batalhão de Polícia Militar - Itabaiana
- 4º Batalhão de Polícia Militar - Canindé de São Francisco
- 6º Batalhão de Polícia Militar - Estância
- 7º Batalhão de Polícia Militar - Lagarto
- 9º Batalhão de Polícia Militar - Carmópolis
- 10° Batalhão de Polícia Militar - Nossa Senhora das Dores
- 11°  Batalhão de Polícia Milita - Tobias Barreto
  - Companhia Independente de Operações Policiais em Área de Caatinga (CIOPAC)
  - 5ª Companhia Independente de Polícia Militar (5ª CIPM) Neópolis/SE

Observação: Os Batalhões de Polícia Militar da Capital são constituídos por Companhias de Polícia Comunitária: quatro no 1º BPM, três no 5º BPM, e três no 8º BPM; englobando um total de vinte e seis Postos de Atendimento ao Cidadão (PACs).